# Stanisław Szukalski
Stanisław Szukalski (13 dezembro de 1893 – 19 maio 1987) foi um escultor e pintor polonês, fundador do classicismo retorcido. Durante a década de 20, ele foi aclamado como o "maior artista vivo" da Polônia. A arte de Skukalski exibe influência de culturas como a egípcia, eslava, e asteca, combinadas com elementos da art nouveau, das várias correntes do modernismo europeu do início do século 20 - cubismo, expressionismo, futurismo e arte pré-colombiana.
Grande parte de seu trabalho foi destruída devido à devastação das forças nazistas durante a Segunda Guerra Mundial. Sem poder retornar à Polônia, ele continuou a trabalhar, apesar da pobreza e relativa obscuridade. Suas obras estão em exibição permanente no Museu Polonês da América e no Museu Nacional de Varsóvia. 
O famoso escritor Ben Hecht, que conheceu Szukalski na década de 1920, descrevendo o polonês em sua autobiografia como "faminto, musculoso, aristocrático e desdenhoso de seres inferiores a ele - características que Szukalski manteve pelo resto de sua vida". Ernst Fuchs afirmou que "Szukalski foi o Michelangelo do século 20 e também, provavelmente, da nossa próxima era."

## Biografia

### Infância e juventude
Nascido em 1893 em Warta (Łódź), Szukalski tinha 13 anos quando sua família emigrou para os Estados Unidos. Ele inventou seu próprio alfabeto na escola e seu pai o apoiou nisso, contrariando as críticas dos professores. Naquele mesmo ano, Szukalski, considerado uma criança prodígio da escultura, matriculou-se no Art Institute of Chicago. Apenas um ano depois, ele retornou à Polônia e se matriculou na Academia de Belas Artes de Cracóvia, onde foi admitido apesar de sua tenra idade e da abordagem pouco ortodoxa que exibiu durante seu exame de admissão - ele esculpiu o joelho do modelo no lugar de seu corpo.
Seu encontro com o sistema educacional polonês foi problemático e repercutiu ao longo de sua carreira posterior. Embora tenha conseguido completar seus estudos na ex-capital polonesa, mais tarde ele passou a se referir ao sistema educacional da Cracóvia como atrasado e conservador.
Na década seguinte, que passou na América, Szukalski continuou a esculpir e desenhar, experimentando, durante determinados períodos, a extrema pobreza - passava até mesmo alguns dias sem se alimentar. Apesar de sua dificuldade, ele acabou conquistando uma carreira brilhante e foi reconhecido nos círculos de arte de Chicago, que nessa época incluía artistas como Ben Hecht, Carl Sandburg e Clarence Darrow. Como resultado, duas grandes monografias de seu trabalho foram publicadas: The Work of Szukalski e Projects in Design.
Nesse estágio inicial de sua carreira, Szukalski já era conhecido por ter opiniões muito fortes, e sua autoestima beirava à megalomania. Comentando sobre sua arte desse período, afirmou:
Eu coloco Rodin em um bolso e Michelangelo no outro e ando em direção ao sol.
A atitude de Szukalski em relação aos críticos de arte foi particularmente reveladora, pois ele negou-lhes o direito mais básico de emitir qualquer julgamento sobre sua arte. Em uma demonstração dessa atitude, ele jogou um dos mais consagrados críticos de arte de Chicago, Montegals, escada abaixo depois do crítico supostamente ter ousado cutucar a escultura de Szukalski com sua bengala, enquanto defendia sua posição.

### Retorno à Polônia e reconhecimento

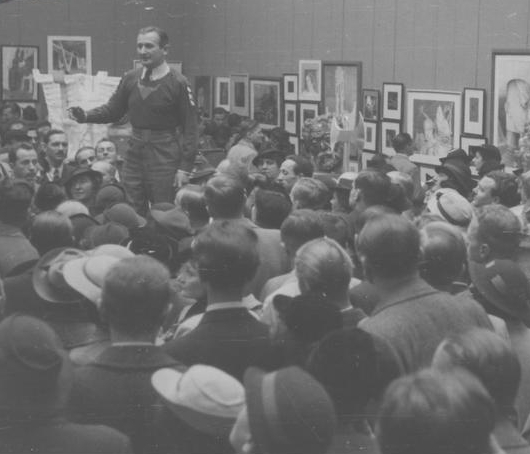
Szukalski em uma exposição, Cracóvia, 1936

De volta à Polônia, que havia reconquistado independência, após 123 anos de divisão entre a Rússia, Prússia e Áustria, Szukalski passou a ter uma condição financeira bastante estável (em 1923, ele também se casou com a jovem pintora rica Helena Walker). Durante essa época, seu plano era transformar a identidade da arte e da cultura polonesa, que, em sua opinião, dependia muito das ideias ocidentais. Em vez disso, ele postulou um retorno às mitologias eslavas da Polônia. A lendária história medieval da tribo Piast, a primeira dinastia real polonesa e os primeiros dias da religião pagã eslava foram vistos como os tópicos certos para a edificação da escultura e da pintura monumental a serem ressuscitadas.
Em busca de vitalidade e originalidade, Szukalski postulou voltar-se para à cultura que, para ele, seria "autêntica do povo polonês", que a seu ver preservava o que seria o "polonês incontaminado". Simultaneamente, ele apresentou uma ideia iconoclasta de abolir a Academia de Belas Artes de Cracóvia, substituindo-a por uma instituição chamada Twórcownia, da qual ele seria o único e único líder e professor.
Seu próprio método de ensino exigia abandonar o desenho clássico europeu baseado em modelos e substituí-lo pela "pintura de memória", fato que, como ele argumentou, "endossaria a criatividade e a fantasia sobre a imitação servil". Durante esse tempo, ele também exigiu que seus alunos parassem de pintar a óleo.
Na época, foi premiado com vários títulos, dentre eles o Grande Prêmio da Exposição Internacional de Artes Decorativas e Industriais Modernas, em Paris e a vitória no concurso para a edificação de um monumento do escritor Adam Mickiewicz. Szukalski venceu o prêmio, concorrendo com outros 66 escultores, no entanto o projeto apresentado por Szukalski mostrava o escritor nu, deitado sobre um altar de sacrifício em um grande pedestal em forma de pirâmide asteca. O design de Szukalski foi altamente controverso, e a atmosfera polarizada levou o comitê do monumento a organizar um novo concurso, desta vez consistindo apenas de artistas convidados.

### Nacionalismo e religião
Como um adepto fervoroso do conceito da Polônia ressuscitada (que ele consistentemente chamou de "Segunda Polônia"), Szukalski venerava o marechal Józef Piłsudski, que para ele era a personificação da libertação política e espiritual polonesas. Um dos desenhos mais característicos deste período, o Politwarus, foi concebido como uma homenagem à República das Duas Nações e à vitoriosa Batalha de Varsóvia.
No entanto, a ideia megalômana que manteve Szukalski mais ocupado durante a década de 1920 foi a tarefa autoimposta de transformar Wawel, a colina histórica da Cracóvia, em um templo eslavo pagão (que ele chamou de Duchtynia). De acordo com o projeto, o projeto deveria incorporar figuras de um cavalo gigante carregando Piłsudski, Kazimierz, o Grande, Copérnico e Mickiewicz - a saber, os quatro maiores poloneses da história, de acordo com Szukalski. Outro monumento polêmico ao pé da Colina Wawel foi uma estátua de um rei polonês medieval responsável pela morte do Bispo Kostka (que mais tarde seria canonizado), numa clara manifestação anticatólica de Szukalski.
Após o início da Segunda Guerra Mundial, em 1939, Szukalski trocou a Polônia pelos Estados Unidos (ele era cidadão americano). Ele deixou para trás todas as suas obras, a maioria dos quais desapareceu ou foi destruída durante a guerra. Ele não voltaria à Polônia até 1957. Pelo resto de sua vida, ele nutriu uma opinião muito negativa de seus compatriotas, enquanto ao mesmo tempo continuava a se gabar de seu amor pelo país.
Eles me consideram um herege, quando na verdade sou profundamente religioso, embora esta seja uma religião minha. Minha religião é o polonês.

### Vida em Los Angeles e morte
Com grande parte de sua obra destruída, em 1940, Szukalski e sua esposa se estabeleceram em Los Angeles, onde permaneceram praticamente desconhecidos do grande público.
Szukalski fez trabalhos em estúdios de cinema projetando cenários; fazendo desenhos e, ocasionalmente, esculturas. Lá ele se tornou amigo da família de George DiCaprio, pai de Leonardo DiCaprio. Em 1971, Glenn Bray, um editor que havia se especializado no trabalho do artista da Revista MAD, Basil Wolverton, fez amizade com Szukalski e o apresentou a muitos de seus amigos envolvidos com surrealismo e comics , temas muito distantes da arte de Szukalski.
Bray publicou um livro sobre a arte de Szukalski, Inner Portraits, em 1980, e outro sobre sua arte e filosofia, A Trough Full of Pearls / Behold! The Protong, em 1982. Durante essa época Szukalski desenvolveu uma pseudociência chamada Zermatismo e, ao longo de 42 volumes, expôs sua teoria sobre a história da humanidade em que afirmou que todas as pessoas vieram de um lugar comum: a Ilha de Páscoa.
A segunda esposa de Szukalski, Joan, morreu em 1980. Após a morte de Szukalski em 1987, um grupo de amigos e admiradores espalhou suas cinzas na Ilha de Páscoa, na pedreira de Rano Raraku.

## Estilo
Sua obra aspira ao monumental, independentemente de sua escala física. Os músculos de seus modelos são tensos e exagerados em suas formas humanas, os traços faciais são cinzelados. O estilo de Szukalski pode ser considerado uma combinação do mitológico com o erotismo, o primitivismo, o heróico e uma dose de surrealismo. Ele foi atraído pela arte primitiva das culturas do mundo acima de tudo, tendo um fascínio particular pela arte mesoamericana.
Szukalski fundiu o movimento e a energia do futurismo, a emoção do impressionismo e as configurações geométricas do cubismo em uma única forma poética conhecida como "Classicismo Retorcido".

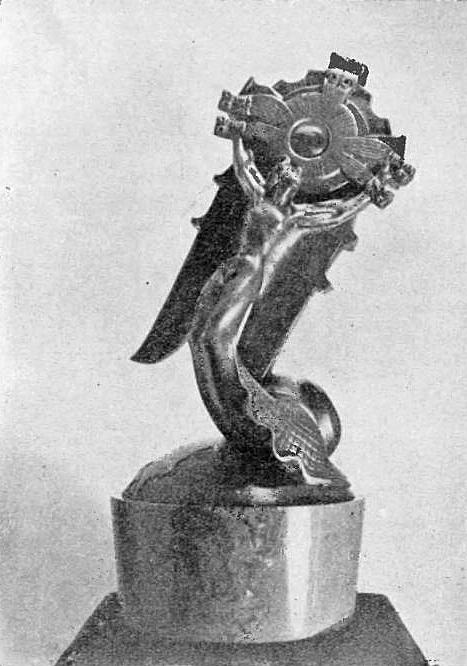
Copa Gordon Bennett (para balões), 1936
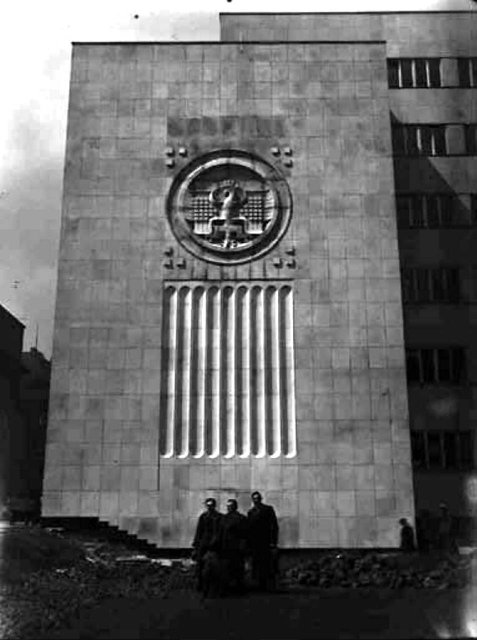
Águia de Szukalski no prédio de escritórios para deficientes, em Katowice, 1938-1939 (o baixo-relevo foi destruído durante a Segunda Guerra Mundial)